# Мамине сонечко

«Ма́мине со́нечко» — видавництво періодики та книжок для дітей, зокрема журналів «Мамине сонечко 1-3», «Мамине сонечко 2-5», «Маленька Фея», «Маленький Розумник», «Вигадуй, думай, грай» і книжок для дітей дошкільного, молодшого та середнього шкільного віку .

## Історія
Видавництво було засновано 1997 році під назвою «Об'єднана редакція дитячих видань»[джерело?]. Засновник та постійний директор видавництва — Дорошенко Вадим Феодосійович.
Спочатку видавництво видавало журнали для дорослих та дитяче періодичне видання «Велика дитяча газета», в якій публікувалися оповідання, вірші, великі настільні ігри, логічні завдання, сканворди, цікаві статті для дітей. Згодом видання переформатувалося в журнал "Вигадуй, думай, грай"
Згодом асортимент видань розширювався. З'явився дитячий журнал «Маленька Фея та сім гномів», потім «Маленький Розумник», «Мамине сонечко 2-5» та «Мамине сонечко 1-3»[джерело?].
В червні 2010 року «Об'єднана редакція дитячих видань» переформатувалася й отримала назву Видавництво «Мамине сонечко».

## Журнали

#### «Мамине сонечко 1-3»
Журнал для дітей від 1 до 3 років. До видавництва «Мамине сонечко» ніхто не наважувався видавати журнал для однорічних дітей. 12 офсетних сторінок, 8 картонних вкладок з простими іграшками. Рубрики — «Малюємо», «Міркуємо», «Розвиток уваги та мислення». Для «Руханки» підбираються віршики. Наповнення рубрик — переважно великі яскраві предметні малюнки з одним-двома однотипними завданнями до них.

#### «Мамине сонечко 2-5»
Пізнавально-розвивальний журнал для дітей від 2 до 5 років. Виходить двічі на місяць. Кожен номер містить такі рубрики: «Розвиток мислення та мовлення», «Орієнтуємося у просторі», «Підготовка до читання та письма», «Аплікація для розвитку дрібної моторики рук», «Пізнаємо світ та готуємо ручку до письма», «Розвиток уваги та мислення», «Лабіринт», «Розфарбовка». Завдання доступні для виконання дошкільнятами й обов'язково супроводжуються коментарем для дорослих. 

#### «Маленька Фея та сім гномів»
Журнал для читачів від 5 до 9 років. Має картонну обкладинку, на якій зазвичай друкуються елементи для іграшки-саморобки та 28 офсетних сторінок. Щономера — вірші, оповідання, розвивальні завдання, пізнавальні статті, поради, кросворди, сканворди, розфарбовка, саморобка. Зазвичай кожен номер присвячений певній темі. Завдання на кмітливість та увагу підготують дитину до школи. Герої журналу — Маленька Фея та сім гномів.

#### «Маленький Розумник»
Журнал для читачів від 5 до 9 років. Має картонну обкладинку, на якій зазвичай друкуються елементи для іграшки-саморобки та 28 офсетних сторінок. Щономера — вірші, оповідання, розвивальні завдання, пізнавальні статті, лабіринти, кросворди, сканворди, саморобка. Зазвичай кожен номер присвячений певній темі. Завдання на кмітливість та увагу підготують дитину до школи. Герой журналу — Маленький Розумник, його сестричка Яся і такса Шило.

#### «Вигадуй, думай, грай»
Журнал для дітей 9-12 років. Глянцева обкладинка та величезна глянцева вкладка з великою грою, картонна вставка із саморобкою. На сторінках журналу — пізнавальні факти, смішинки, оповідання, вірші, логічні завдання, головоломки, лабіринти, сканворди. Має рубрики «За тридев'ять земель», «Ігровий портал», «Інтернет-абетка» і «Таємна лабораторія» (школа комп'ютерної грамотності!), «Клуб питайликів», «Моє домашнє ЗОО» та «Зелений патруль», «Школа виживання» та інші.

#### «Пригоди»
Журнал для молодших підлітків. В кожному номері статті, оповідання, кросворди, сканворди. З 2015 року цей журнал не видається.

## Книжки
Видавництво також видає книжки для дітей. Це й збірки оповідань, і збірки логічних завдань, і розповіді про історію та актуальні події. В тому числі: «Іде тітка на гостину»/авт. Марія Людкевич, «Сім днів із принцесою Казкарією»/авт. Марія Людкевич, «Іграшкова абетка»/авт. Марія Людкевич, «Спитати в янгола»/авт. Марія Людкевич, «Математична піца»/упор. Світлана Добровольська, «Маленька Фея і сім гномів»/авт. Вадим Дорошенко, «Пригоди Розумника та Феї»/Оксана Давидова, «Книжка для подорожей»/Оксана Давидова,  «Розумні ігри для малят»/авт. Оксана Давидова, «Таємниці космічних просторів»/Єлена Івануна. Особливого розголосу набули збірки оповідань про героїв АТО для дітей.

#### «Героям слава! Розповіді для дітей про героїв фронту і тилу»
Особливо варто відзначити книжки «Героям слава! Розповіді для дітей про героїв фронту і тилу»1 і 2 частини. В книжках містяться розповіді про героїв АТО — воїнів, добровольців, військових медиків та волонтерів. Оповідання засновані на реальних подіях та часто розповідають про реальних героїв.
Перша книжка оповідань вийшла у 2015 році, коли так не вистачало зрозумілої для дітей інформації про події, що розгорталися на Сході України. І це видання закрило цю прогалину, ставши першим подібним виданням для дітей України. Переший наклад в 15 тисяч примірників розійшовся за два тижні.

##### 2015— «Героям слава! Розповіді для дітей про героїв фронту і тилу— 1»
Ілюстраторка Христина Лукащук. Упорядниця Оксана Давидова. — Київ, Мамине сонечко.
До книжки увійшли оповідання: Тетяни Рубан, Зоряни Лісевич, Оксани Давидової, Вероніки Барановської, Олени Маковій, Вадима Дорошенка, Оксани Самари та Лесі Борсук-Янківської.

##### 2016— «Героям слава! Розповіді для дітей про героїв фронту і тилу— 2»
Ілюстраторка Христина Лукащук. Упорядниця Оксана Давидова. — Київ, Мамине сонечко.
До книжки увійшли оповідання: Юлі Смаль, Анатолія Скінтея (Іскра), Майї Ключової, Тетяни Рубан, Лесі Борсук-Янківської, Христини Лукащук; Алли Мегель; Олени Максименко, Олега Шуліки (Гладкий).

## Автори видавництва
Мензатюк Зірка Захаріївна, Фалькович Григорій Аврамович, Людкевич Марія Йосипівна, Кротюк Оксана Петрівна, Оксана Давидова, Христина Лукащук, Вадим Дорошенко, Смаль Юлія, Світлана Прудник, Ольга Войтенко, Цибульська Таїсія Валентинівна, Пронь Леся Михайлівна, Леся Вознюк, Багірова Віра Михайлівна, Мовчун Леся (Лариса) Вікторівна, Костецький Анатолій Георгійович, Череп-Пероганич Тетяна Павлівна, Тетяна Савченко, Тетяна Рубан, Аліна Штефан, Віра Правоторова, Чубач Ганна Танасівна, Качан Анатолій Леонтійович, Камінчук Анатолій Семенович та ін.

## Ілюстратори видавництва
Балух Світлана, Анна Сарвіра, Юлія Вус, Наталя Гайда, Ольга Ребдело, Христина Лукащук, Корнелія Коляджин, Катерина Степаніщева, Олеся Білоус, Інга Леві, Уляна Балан, Оксана Мичка, Марія Фоя, Наталя та Олег Коваленки та ін.

## Досягнення
У 2011 Переможцем у номінації «Краще періодичне друковане видання для дітей» Всеукраїнського конкурсу на краще періодичне друковане видання для дітей та юнацтва, засновником якого є Держкомтелерадіо, журі визнало журнал «Мамине сонечко».
2011 — За вагомий внесок у розвиток дитячої періодики журі Всеукраїнського конкурсу на краще періодичне друковане видання для дітей та юнацтва, засновником якого є Держкомтелерадіо, нагородило видавця та редактора  Вадима Дорошенка почесною грамотою Держкомтелерадіо.
2015 — Книжка  «Героям слава! Розповіді для дітей про героїв фронту і тилу» була відібрана до українського каталогу та представлена на українському стенді Франкфуртського книжкового ярмарку восени 2015-го року.